# 霍尔洛·乔巴山
霍尔洛·喬巴山（1895年2月8日—1952年1月26日），喀爾喀蒙古族、外蒙古車臣汗部人，蒙古人民共和国领导人，蒙古人民革命党創始人之一。1928年成为蒙古人民共和国实际最高领导人。1936年被授予蒙古人民共和国元帅称号，1937年起任起任蒙古人民共和国部长会议主席（即内阁总理）、人民军总司令和国防部长，担任所有职务直至1952年逝世。作为蒙古人民共和国历史上第一个也是最后一个揽所有大权于一身的领导人，他常被西方称为“蒙古的斯大林”。他对1930年代末苏联暴力的大清洗运动的观察和学习，发动了大镇压，导致了治下三万至三万五千名蒙古人的死亡。死难者大部分为佛教僧侣、知识阶层、持不同政见者、少数民族（布里亚特人、哈萨克人、华人等）以及其他“反革命分子”。他的强烈迫害使得蒙古境内佛教几乎被全面消灭。
乔巴山对于斯大林的忠心使得蒙古人民共和国独立初期得以站稳脚跟，也使得蒙古成为苏联的第一个卫星国，蒙古的经济、政治以及军事全部受到苏联方面强烈影响。在任期间基础设施建设以及识字率有所提高，经济上虽然在苏联帮助下有了较为完整的工业体系，但仍然依附于苏联援助。在二战后，国际方面开始广泛认可独立的蒙古国。

## 生平
喬巴山出生於1895年2月8日，生長在車臣汗部巴彦图门的貧苦牧民家庭，母亲为霍尔洛，父亲不详，幼年時當過牧童，13歲時被送進喇嘛廟。17岁時逃出喇嘛庙，赴库伦，靠搬运、打更维持生计（曾取漢名崔保善），后来进入库伦的俄羅斯帝国領事馆办的翻译学校学习。1914年春，因成绩优秀，喬巴山被送往俄国伊尔库茨克师范学院附设高级小学学习。在俄国期间，喬巴山见到布尔什维克党领导的俄国工人运动。

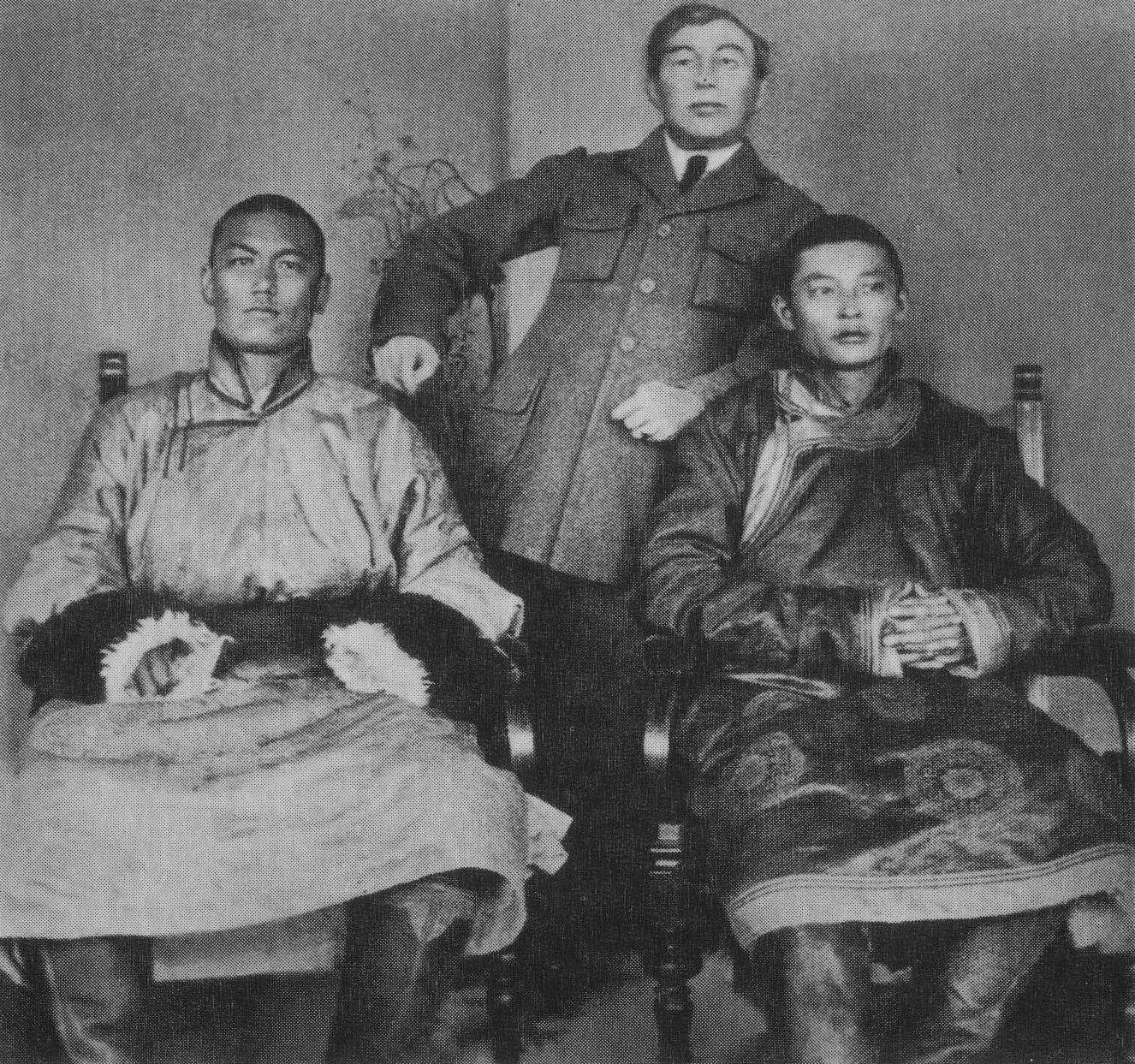
苏赫巴托尔（左）和乔巴山（右）

1917年俄国二月革命之后，乔巴山等留学俄国的学生被当时“自治”的博克多汗国召回。1919年，乔巴山在库伦参与组织秘密革命小组，不久该小组便同苏赫巴托尔领导的小组合并，筹建蒙古人民党，并筹组人民武装。1920年6月，乔巴山秘密赴苏维埃俄国，在伊尔库茨克红军军官学校学习。
1921年3月，蒙古人民党成立，乔巴山当选为蒙古人民党中央委员会委员以及中央主席团成员，任蒙古人民革命军副总司令兼政治委员。3月18日该军在苏联红军的支持下击败中国北洋政府的军队，攻占买卖城。乔巴山担任西路革命军指挥，和苏联红军共同作战，击败了恩琴的俄国白军。1921年7月，蒙古人民革命政府成立，乔巴山出任第一届人民政府委员、人民军政治委员。1921年8月，乔巴山任蒙古革命青年团中央委员会书记。
1923年，苏赫巴托尔逝世之后，乔巴山和其他蒙古人民党领导人按照列宁主义原则，准备在蒙古彻底消灭封建势力，逐步使作为落后国家的蒙古不经过资本主义而向社会主义过渡。1924年外蒙接連暴發反抗共產黨統治的事件，喬巴山於1922年7月接獲蘇聯指示特設「內政防衛處」（後改為內務部），強化武裝鎮壓貴族、喇嘛。蒙古人民共和國總司令、蒙古人民黨中央黨委索林·丹增與其「同謀者」遭整肅，蒙古人民党宣稱他用毒藥殺害蘇赫巴托爾、主張君主立憲。1924年6月8日至9月，蒙古人民党第三次代表大会决定将党名改为蒙古人民革命党，并制订了党在新的历史时期的总路线：“彻底消灭封建残余势力，发展生产力，提高人民的物质生活，在社会主义国家的帮助下，超越资本主义阶段向社会主义过渡。”乔巴山领导的特别委员会还粉碎了部长会议副主席兼军政部长索林·丹增的所谓“政变阴谋”。1924年11月，第一届国家大呼拉尔通过了蒙古人民共和国首部宪法。该宪法规定，蒙古人民共和国在苏联援助之下，消灭帝国主义以及封建制度的压迫，向非资本主义道路发展。乔巴山参与了该宪法的制订工作。
蒙古人民共和国向社会主义过渡时期，国内各方斗争十分激烈，甚至出现了民众的武装起义，党内斗争也很激烈。1919年11月11日，蘇赫巴托爾和喬巴山所屬的2個小組23人在俄國指示下召開第一次聯席會議，早期的革命领导人除蘇赫巴托爾早逝外，其他人後來都遭到喬巴山的政治批鬥、整肅慘死。1921年蒙古人民黨第一次黨代表大會內部明顯分裂為兩派，一派以詹沙倫諾（Gamtsarono，即扎木斯朗·策本）為首的民族主義者佔多數，主張蒙古獨立建國與俄共友好；另一派以波雷索夫（Borisov）為首，得到蘇赫巴托爾和喬巴山支持，主張與蘇俄緊密合作。由於喬巴山與第三國際所培育的蒙古革命青年團思想較為激進冒險，急著剷除人民黨內保守勢力（舊王公、喇嘛），便透過多次的肅整屠殺民族主義者來確立喬巴山的專政領導。1920年代中后期，蒙古人民革命党中央委员会主席丹巴道尔吉为代表的党内右翼，对封建牧主经济以及佛教寺院经济采取了比较和缓的政策，从而遭到地方党组织中的左翼党员及支部的反对，形成了所谓“霍顿反对派”（“霍顿”是古代蒙古人游牧屯居地，转义为蒙古地方组织。“霍顿反对派”意思就是基层反对派）。乔巴山支持并且领导了“霍顿反对派”，同党内右翼进行斗争。1927年召开的蒙古人民革命党第七次代表大会、1928年召开的蒙古人民革命党第八次代表大会使党内右翼遭到清洗。乔巴山在七大上严厉批评党内右翼，但又称过早实行畜牧业集体化、消灭私有制是不适当的。1928年4月，蒙古人民革命党中央决定成立乔巴山任主席的特别委员会，审理曾遭右派打击的蒙古人民革命党党员和党组织的事件。1928年12月召开的国家大呼拉尔会议上，乔巴山当选为国家小呼拉尔主席团主席。会议决定将没收的封建主之牲畜、财产分给贫牧户，并减低中牧户的税收。政府还成立了乔巴山领导的专门机构，依靠劳动牧民，没收封建主的财产。
1920年代末至1930年代初，蒙古人民革命党党内又出现了“左倾”。“左倾”分子照搬苏联农业集体化的做法，提出了“牧产全盘集体化”口号，强迫成立集体牧场，取消私人工商业（主要为个体手工业以及个体商贩），将富裕牧民和封建牧主一起打击，致使农牧业生产遭到极大破坏。“左倾”分子还强行推进喇嘛还俗运动。牧主、喇嘛乃发动牧民举行起义。乔巴山反对此类“左倾”政策。1932年6月，蒙古人民革命党中央委员会和中央监察委员会举行特别全会，批判了党内的“左倾”错误，规定党在现阶段的基本任务是，“尽量发展国家的生产力，铲除封建主义残余，逐步限制资本主义成份，奠定逐步走向非资本主义发展道路的基础。”
1928年10月第七次黨代表大會，中央黨委員會主席策倫奧齊爾·丹巴道爾吉等人「涉嫌反革命」遭到喬巴山整肅，送往莫斯科「重新改造」，4年後病死；喬巴山利用共青團壓倒黨內同志取得全部權力。1928年左派激進份子奪權後立即下令封建財產充公、畜牧業集體化。1929年，喬巴山下令宗教清算，沒收私人財產、強迫下級喇嘛還俗，中高級喇嘛則送入勞改集中營或屠殺。1930年開始建立生產合作社。1931年起，乔巴山任蒙古人民共和国畜牧农业部部长，该部是政府中最重要的部。過度激進的政策導致蒙古國在1931-1932年發生糧食危機。1932年7月2日，小呼拉爾會議宣佈不再歧視宗教、解散集體農牧場、不干涉私人經濟。喬巴山：「我們的國家全面發展尚未進入社會主義階段，而每件事都抄襲蘇俄的經驗，也是錯誤」。
1935年，乔巴山出任部长会议副主席，1936年兼任内务部长。1936年，乔巴山获授蒙古人民共和国元帅称号，1937年接替格勒格道尔吉·德米德出任蒙古人民革命军总司令和国防部长。1934年11月27日，苏联同蒙古订立了有关相互进行军事援助的“君子協定”。1936年3月12日，苏联同蒙古订立了有关政治、经济、军事合作的《苏蒙互助议定书》。1937年起，乔巴山担任蒙古总理（人民委员会主席、部长会议主席）。二戰期間外蒙為了供輸蘇聯所需肉類，高度壓榨牧民的農牧產品。二戰結束後，在喬巴山領導下外蒙仍有三分之一畜牧量供應蘇聯。
1937年7月，外蒙發生「政變」，企圖跳脫蘇聯的完全控制，被克林姆林宮查獲。1937年9月，苏联红军根据《苏蒙互助议定书》开入蒙古，实行公开的军事“保护”。此后，蒙古的大镇压正式开始，在乔巴山领导下，蒙古人民革命党内发动有计划的清洗与针对宗教人士，外来民族的屠杀。8月，蒙古總理博勒吉德·根登遭處決；1939年3月，根登繼任者阿南德·阿瑪爾遭處死，喬巴山接替職位；此政變牽連中央部會首長、軍團長、師長、省長、副省長與學生，一共屠殺四到五萬人。

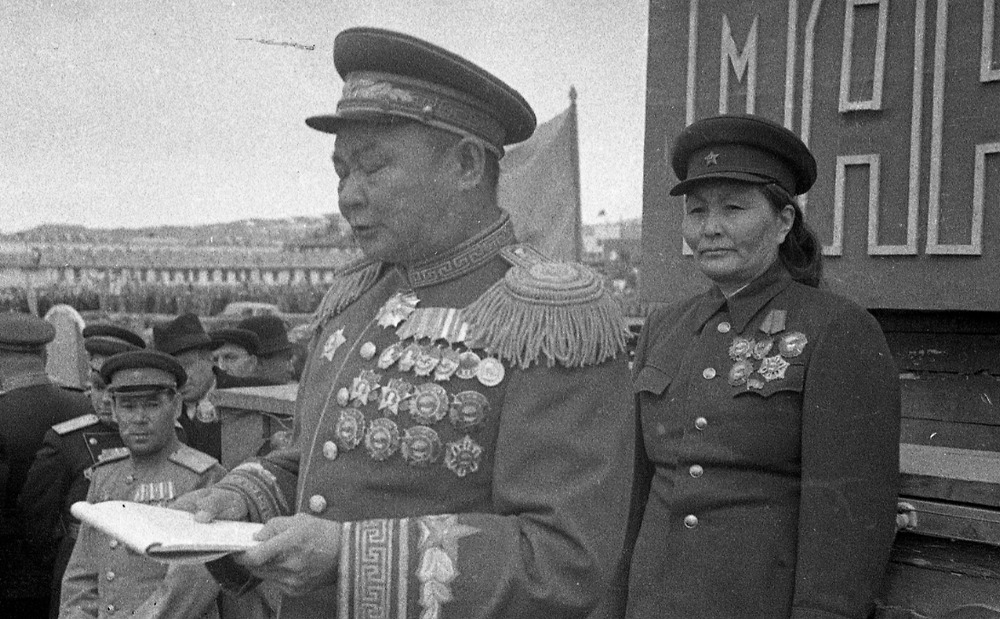
喬巴山與蘇赫巴托爾夫人彥吉瑪檢閱蒙古人民軍

1939年5月，日本與滿洲國军队在蒙古、满洲交界地带挑起冲突，随后在諾門罕戰役中被蘇聯红军與乔巴山率领的蒙古人民革命军的聯軍擊退。1940年3月，蒙古人民革命党第十次代表大会举行，当时蒙古已经消灭封建势力，国家掌握了主要的国民经济命脉，工业、电讯、交通等方面已经获得初步发展。在大会上，乔巴山称，“我们已经避免了资本主义奴役的惨祸，现在还在发展全国的生产，建立人与人之间的新关系，即建立没有人剥削人、人压迫人的关系。”此次大会标志着蒙古人民共和国开始从民主主义阶段向社会主义阶段过渡。“在第十次代表大会以后，乔巴山同志便居于党的领导地位并领导着党的中央委员会，他指示党并引导党去解决我国沿着非资本主义发展道路继续前进的任务。”1940年6月，第八届国家大呼拉尔通过了在乔巴山主持下制订的一部新宪法。新宪法规定未来的任务是“保证向非资本主义道路发展，以便今后过渡到社会主义”。
1942年，乔巴山倡议建立了民兵部队。1944年，蒙古实行普遍义务役制。1945年8月10日，蒙古人民共和国向日本宣战。乔巴山率八万骑兵及机械化部队进军满洲国占据的辽东半岛，和苏联红军共同作战。毛泽东曾称：“乔巴山元帅在反对日本帝国主义战争中给予中国人民的援助，将在中国人民的心中永垂不朽。”1945年，蒙古進行了公民投票，確定蒙古獨立。中華民國國民政府在中蘇雙方必須共同遵守《中蘇友好同盟條約》的前提下，於1946年1月承認外蒙古獨立。
第二次世界大战结束之后，1947年12月，乔巴山在蒙古人民革命党第十一次全国代表大会上代表蒙古人民革命党中央作工作报告。
在接下来的餘生里，乔巴山一直希望统一整个蒙古，这一愿望在中国共产党于1949年建立中华人民共和国之后尤为强烈。然而，在「斯大林不会支持统一」这一事实渐渐清晰之后，他对这位先前认为的英雄人物的幻想逐渐破灭。1949年，乔巴山拒绝去莫斯科参加斯大林的70岁生日庆典，而是派泽登巴尔代替自己前去参加，使得他与斯大林的个人关系恶化。1950年，泽登巴尔及其同事敦促乔巴山像图瓦人民共和国一样，请求蒙古加入苏联，乔巴山严厉地斥责他们。
1951年底，乔巴山前往莫斯科治疗肾癌，但1952年1月26日死于莫斯科。得知乔巴山的死讯后，年迈的斯大林评论道：“他们一个接着一个死了。谢尔巴科夫、日丹诺夫、季米特洛夫、乔巴山……死的如此之快！我们必须把老医生换成新的。”在随后大清洗的医生案件中，乔巴山也被列为「克里姆林宫医生谋杀苏维埃领导人」的受害者之一，直到赫鲁晓夫上台之后才为这些御医平反。蒙古人普遍相信，斯大林被乔巴山顽固的民族主义和蒙古独立思想激怒，下令将他害死；克里姆林宫医生出于政治投机的动机将乔巴山毒死了。中华民国蒙藏委员会则认为，喬巴山是因為反對蘇聯壓榨蒙古人利益，低價收購羊毛而被斯大林下令毒死的。
苏联政府以隆重的军礼将乔巴山的遗体送回蒙古，葬于阿尔坦-奥尔吉国家公墓。中国共产党于1952年1月27日发去致哀电文：“中国共产党中央委员会唁电蒙古人民革命党中央委员会亲爱的同志们：惊悉蒙古人民革命党和蒙古劳动人民的领袖、蒙古人民共和国的创造者和中国人民的良友乔巴山同志逝世，谨致沉痛的哀悼。”葬礼期间，中华人民共和国元帅聂荣臻曾为其抬棺。1954年7月，蒙古政府模仿列寧墓，在國家宮前建立蘇赫巴托爾墓，将蘇赫巴托尔和乔巴山的遺體從墳墓中挖了出來，放在這裡供人瞻仰。2005年，蒙古政府拆除了蘇赫巴托爾墓，將二人的遺體火化下葬于阿尔坦-奥尔吉公墓。

## 著作
- 《蒙古人民革命简史》
- 《青年的立志》
- 《马克斯托布传》
- 《蒙古人民的大事》[3]

## 外部連結
- A Forgotten Purge by Timothy May, Department of History, University of Wisconsin–Madison
- Mass grave uncovered in Mongolia （页面存档备份，存于） RTÉ News, Thursday, 2003-06-12